# 薄层色谱法
薄层色谱法（英語：Thin layer chromatography，简称TLC，又称为薄层层析）是一种用于分离混合物的層析技术。在分析化學特別是针对有機化合物的分析中，薄层層析是極為重要的分離方法。
薄层層析在覆盖有很薄一层吸附劑的玻璃板、塑料片或铝箔上进行。吸附劑又称为薄層色譜固定相：常為硅胶、氧化铝或纤维素。操作時先将待分离样品用毛細管点于板上，然後在密閉的層析缸中，用單一或混合溶剂作為流動相，由流动相的毛细作用缓慢地將混合物样品中的不同组分由下而上爬升至板的顶端。因為样品中各組分与固定相的作用力不同，在流动相中溶解度也不同，导致各組分的上升速度有差异而最終在板上形成上下不一的斑点，从而达到分离混合物的目的。
薄层層析在监测反应进程，鉴定特定化合物以及测定物质的纯度等均有广泛的应用，如：分析神經醯胺与脂肪酸；检测在食物和水中的农药或杀虫剂；在法医的工作中，分析纤维的染料成份；化验放射性药物的放化纯度；鉴定药用植物及分析其内部成分。
高效薄層色譜是對經典薄層色譜的改進法之一，該法中色譜的靈敏度和分离度都有很大的提高，可以準確地檢出極微量的物質。

## 薄层板的制作
市面上根据薄层层析板（如硅胶G板或聚酰胺板）的固定相标准颗粒大小分为不同规格，通常颗粒越细分离效果越好。製作時首先將吸附相（如硅胶）與少量惰性粘合剂（如硫酸鈣）和水混合形成的浆状物，均匀地铺于以玻璃片、厚鋁箔或塑料製成的载板上。鋪過固定相的板先晾干，然後在烤炉内於110℃加热三十分钟进行活化。用於分析鑒定時吸附劑厚度一般為0.1–0.25毫米，而用於製備時（見下文）則為0.5–2.0毫米。

## 薄层层析技术

展开一个TLC板，一个紫色的斑点被分离为一个红色斑点与一个蓝色斑点

薄層層析的操作过程类似于紙色譜法，原理方面类似于柱色譜，因而與紙色譜相比具有很多优势，如它分離效果好，靈敏快速，对于固定相的选择更多，且TLC的结果还可作为柱層析的参考。由于以上的诸多优势，使薄层层析技术成为当今检测化学反应、定性分析化合物和分离化合物的最常用的手段。实验室常用的是硅胶薄层層析，其制作简单、成本低廉且用途广泛。在化学技术当中，符合这几点的技术方法并不多见。

### 分離的過程與原理
在混合物中，不同化合物會以不同的速率前進，其原因為吸引力及固定相的差異和樣本溶質在溶劑裡溶解度的差異。樣本的分離（以Rf值來比較）結果是可以藉由改變洗脫溶劑或使用的混合的洗脫溶劑來改變的。化合物的分離是利用化合物與流動相之間在固定相上競爭結合位所造成的。例如：使用矽膠做為固定相的話，此固定相可以被視為極性。此時加入兩不同極性的化合物，極性較強的化合物與矽膠間會有較強作用力，因此，更能抵抗流動相並與矽膠結合；極性較弱的化合物與矽膠的作用能力較差，因此更容易流動，擁有更高的Rf值。如果流動相的極性變得更強的話，這樣更能夠抵抗化合物與膠上結合的能力，使所有TLC片上的化合物上升到更高的位置。這樣的溶劑我們稱為「強」溶劑（洗脫劑），而「弱」洗脫劑則幾乎不能移動它們。「強」與「弱」的比較是取決於TLC片上的塗層（固定相）。以矽膠TLC片來說，洗脫劑的強度比較為：
全氟烷（最弱）＜己烷＜戊烷＜四氯化碳＜苯/甲苯＜二氯甲烷＜乙醚＜乙酸乙酯＜乙腈＜丙酮＜丙醇/正丁醇＜水＜甲醇＜三乙胺＜乙酸＜甲酸（最強）
C18的相位與TLC相反。在應用上，使用乙酸乙酯和己烷的混合物做為流動相的話，加入更多的乙酸乙酯會使TLC片上所有化合物的Rf値升高。改變流動相的極性通常並不會使TLC片上的化合物的前後順序發生改變。如果要使化合物的前後順序發生改變的話，此時就應使用非極性的固定相來代替極性固定相，如C18-官能基矽膠。

### 操作
薄層色譜的步骤如下：
- 點樣：将試樣溶液用毛細管在層析板上距离板底部约1.5厘米的位置点若干下（次数根据样品浓度而定），并靜置頃刻（或加热）以使溶劑完全蒸發。若溶劑難以揮發，则点样之后需要将板放于真空容器中干燥后再使用。溶劑的蒸發是必須的，否则殘留的溶劑會與流動相作用，降低流動相的均一性，导致分离效果變差。
- 将少量合适的溶剂（流动相）倒于一个合适的玻璃器皿（展缸）中，让流动相高度不超过1厘米，并在上面放上表面皿使溶劑蒸氣在展缸中飽和。可在展缸底部放上一张滤纸，让滤纸底部浸没于溶剂中并靠在展缸内壁，过几分钟后让洗脱溶剂蒸发并在展缸空间内饱和。若不经过以上步骤可能会导致分离度的下降或使结果不具重复性。
- 然后将層析板置于展缸内（样品点不可触碰溶剂表面），盖上盖子让溶剂通过毛细现象缓慢爬升。溶剂遇到样品混合点时，会带着样品上升（即洗脱样品）。当溶剂快到層析板顶端时，将板拿出，迅速記錄溶劑到達的高度并晾干。不要讓溶劑爬升到達板的頂部。

### Rf值 (retention factor)
对于确定的固定相，混合物样品中不同的化合物在層析板上爬升的速度不同，这是由于它们对于固定相的吸附能力不同，对于洗脱剂的溶解能力也不同。改变不同的洗脱溶剂，或用不同溶剂配成混合洗脱剂，化合物的分离效果可自行调节。組分在板上的分離情況一般用比移值（Rf）的大小來表徵。薄層色譜板上的分离情況还可用于预测柱色譜法或快速柱色譜法的分离效果。

R_{f}值定义：R_{f}=S/L，其中L表示溶剂从原点至终点距离；S表示从原点至化合物前沿距离。圖注：
Startlinie = 樣品的起始線
Substanzfleck = 樣品中某成份的顯色點
Laufmittelfront = 溶劑到達的位置

由於薄層色譜中很難產生均勻的吸附劑塗層，且薄板的質量与吸潮程度亦參差不齊，所以即便是同一物質在同類型而不同的層析板上得到的比移值也難以完全一致。相比于紙色譜這是薄層色譜的缺點。操作中常常將標準試樣與試樣在同一薄板上同時展開并点上混合点，以克服這一缺點。
化合物的分離是利用化合物與流動相之間在固定相上競爭結合位所造成的。例如：使用矽膠做為固定相的話，此固定相可以被視為極性。此時加入兩不同極性的化合物，極性較強的化合物與矽膠間會有較強作用力，因此，更能抵抗流動相並與矽膠結合；極性較弱的化合物與矽膠的作用能力較差，因此更容易流動，擁有更高的Rf値。如果流動相的極性變得更強的話，這樣更能夠抵抗化合物與膠上結合的能力，使所有TLC片上的化合物上升到更高的位置。這樣的溶劑我們稱為"強"溶劑（洗脫劑），而"弱"洗脫劑則幾乎不能移動它們。"強"與"弱"的比較是取決於TLC片上的塗層（固定相）。

### 洗脱剂（流动相）
以矽膠TLC片來說，洗脫劑的強度比較為：
全氟烷（最弱）＜己烷＜戊烷＜四氯化碳＜苯/甲苯＜二氯甲烷＜乙醚＜乙酸乙酯＜乙腈＜丙酮＜2-丙酮/正丁醇＜水＜甲醇＜三乙胺＜乙酸＜甲酸（最強）
而对于C18覆盖的TLC板，其顺序完全相反。在应用中，若使用乙酸乙酯/庚烷的混合溶剂作为流动相，乙酸乙酯比例越高会导致所有化合物在TLC上的Rf值更大。通常，更改流动相的极性不会导致TLC板上的化合物斑点前后顺序发生改变。若需要更改化合物在TLC板上的前后顺序，可以选用反相TLC板，即使用非极性固定相来代替极性固定相，如C18修饰后的硅胶。

## 制备TLC
TLC还可用于少量如100毫克左右的化合物的分离，此时混合物样品不是“点”在板上，而是涂抹在TLC板上且高于洗脱剂液面上的位置，形成一条水平的样品带。然后如同展开小型TLC板一样将制备TLC板展开并晾干，然后将每条携带不同化合物的色带从板上分别刮下，并用合适的溶剂萃取洗涤（如二氯甲烷）并过滤掉固定相等不溶物，得到滤液后再脱除溶剂就得到纯净的化合物。对于小量且易于分离的反应产物，制备TLC较柱色譜法在时间、效率和经济上更佔优势。显然，这种方法得到的TLC板不可用全部用化学方法显色，否则会导致样品全部损失。因此可使用一些不会破坏样品的显色方法，如紫外线。或者，可刮下板上部分的吸附相进行鉴定，也可以割下部分的TLC板用显色剂（如碘）找到需要的化合物。

## 分析与显色
由于被分离出的化学品可能是无色的，因此下列几种方法可用于让没有可见光吸收的斑点显色：
- 通常在可使用少量的荧光化合物，如锰－活化的锌硅酸盐加入到吸附相当中，使得吸附物在黑光（UV254）下可以显色。固定相在荧光下本身显绿色，因此化合物的斑点可以掩盖掉荧光下的绿色从而达到显色目的。
- 碘蒸气是对于大多数化合物都是显色试剂
- 许多化合物的斑点可以通过将TLC板浸没于下列显色剂当中而达到显色目的[8]，如：高锰酸钾，碘，溴，磷钼酸，茴香醛法与茚三酮。
- 脂類的情況下，色譜圖可能會被轉移到PVDF膜上，然後受到進一步的分析，如質譜法，這種技術稱為Far-Eastern blotting。

当显色成功后，就可以计算出Rf值，或保留因子。其计算方法是测量每个点从原点到达最终停留位置的距离除以原点到溶剂前沿的距离。这些值取决于使用的溶剂与TLC板的材质，而与物理常数无关。

## 应用与实例
在有机化学中，有机反应可通过TLC进行定性的检测。使用毛细管将样品点于TLC板上：一个点表示起始原料，一个点表示反应体系，一个点表示两者“混合点”。一个小型TLC板（3X7cm）只需几分钟就可以完全展开。整个分析过程是定性的，它可显示起始原料是否消失即是否反应已经完成；是否有产物出现以及产生了多少产物。需注意的是，从低温环境中取样的TLC结果可能会出现误差，因为样品的温度在毛细管中就已经升至室温，其与低温反应瓶内的反应将不一样。例如DIBAL-H还原酯制备醛的反应。
以下是一个实例：使用薄层層析法分离绿叶的提取物（如菠菜）的7个阶段。胡萝卜素洗脱的速度很快因此只能在第二步中看到。叶绿素A和B在最后一步的中间位置，葉黃素是保持黄色的第一个斑点。

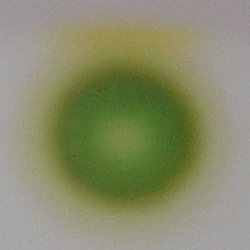
第一步
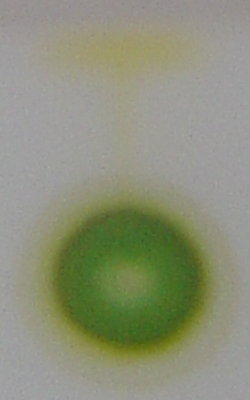
第二步
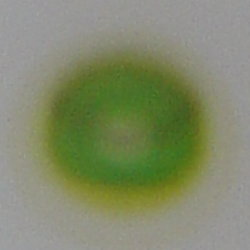
第三步
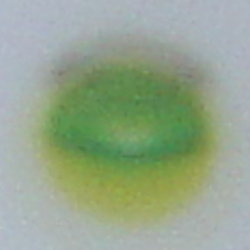
第四步
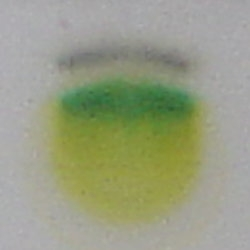
第五步
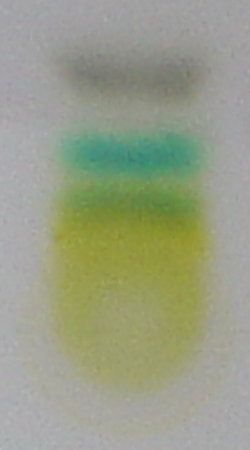
第六步
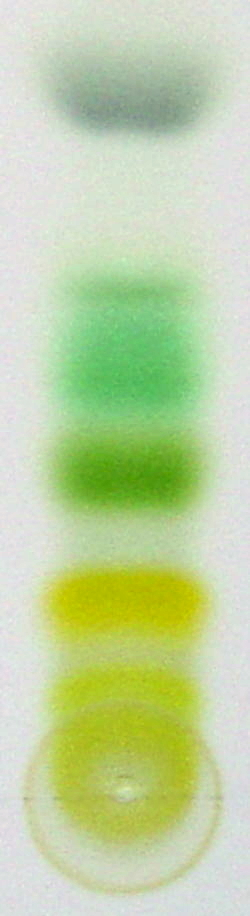
第七步